# مقاطعة غرينوب (كنتاكي)
مقاطعة غرينوب (بالإنجليزية: Greenup County)‏ هي إحدى المقاطعات في ولاية كنتاكي في الولايات المتحدة الأمريكية.

## أعلام
- جون ستيفنسون
- صموئيل جونسون بف
- رون لويس
- جوزيف بي. بينيت